# ماريو فيلانويفا (لاعب كرة قدم)
ماريو فيلانويفا (بالإنجليزية: Mario Villanueva)‏ هو لاعب كرة قدم بليزي في مركز الدفاع، ولد في 7 مارس 1989 في بليز. شارك مع منتخب بليز لكرة القدم. أما مع النوادي، فقد لعب مع Georgetown Ibayani FC ‏.

## وصلات خارجية
- ماريو فيلانويفا (لاعب كرة قدم) على موقع قاعدة بيانات كرة القدم.إي يو (الإنجليزية)
- ماريو فيلانويفا (لاعب كرة قدم) على موقع ناشيونال فوتبول تيمز (الإنجليزية)